# Ami Pro
Lotus Ami Pro (auch Samna Ami Professional) war ein ursprünglich für Microsoft Windows entwickeltes Textverarbeitungsprogramm.

## Geschichte
Als 16-Bit Windows-Programm wurde es von der Firma Samna, Corp. entwickelt, die später von Lotus übernommen wurde. Daher erklärt sich die Dateiendung .sam für das Textformat von Ami Pro.
Meilensteine unter Windows hatte Lotus Ami Pro gesetzt, indem es 1988 die ersten wirklichen Layoutfunktionen in DTP-Orientierung ermöglichte und auf echtes WYSIWYG (what you see is what you get) unter Windows setzte, während Microsoft Word für Windows erst ein Jahr später erschien.
Auf der CeBIT im März 1993 wurde auch eine 32-Bit-Version für OS/2 vorgestellt, diese wurde mit dem Borland C++ Compiler portiert. Diese Version war ebenfalls Bestandteil der Lotus SmartSuite für OS/2.
Anfang und Mitte der 1990er Jahre zählte Ami Pro zu den bekanntesten und besten Textverarbeitungen. Nach der Übernahme von Lotus durch IBM 1995 wurde die Entwicklung zu Gunsten des Nachfolgeprogrammes Lotus Word Pro eingestellt. Mit Ami Pro gespeicherte Dokumente konnten von diesem Programm auch eingelesen werden.

## Funktionsumfang
Zusätzlich zum eigentlichen Hauptprogramm für die Textverarbeitung beinhaltet Ami Pro eine kontextsensitive Hilfe, eine einfache Bildbearbeitung und einen Formeleditor. Neben dem Thesaurus und der Rechtschreibprüfung ist auch eine englische Grammatikprüfung enthalten. Formate anderer Programme lassen sich über eine Vielzahl von installierbaren Textfiltern lesen. Über die Grafikimportfilter können Zeichnungen und Bilddaten aus Fremdprogrammen eingebunden werden.
Wiederkehrende Aufgaben lassen sich über eine BASIC-ähnliche Makrosprache automatisieren, dazu kann ein Dialogeditor und etliche Beispielmakros installiert werden. Unter OS/2 ist hier auch die Verwendung der Prozedursprache REXX möglich.
Für die Schriftendarstellung wurde der Adobe Type Manager mitgeliefert, ebenso die zusätzliche Unterstützung für HP NewWave.

## Versionen

### Windows
- 1988: Samna Ami
- 1990: Lotus Ami Professional 1.2 – für Windows 2.x
- 1991: Lotus Ami Pro 2.0 – für Windows 3.0
- 1992: Lotus Ami Pro 3.0
- 1993: Lotus Ami Pro 3.01
- 28. Juni 1994: Lotus Ami Pro 3.1 – für Windows 3.1

### OS/2
- 1993: Lotus Ami Pro 3.0 – auch Teil der Lotus SmartSuite for OS/2
- 14. Februar 1994: Lotus Ami Pro 3.0a[1] – auch Teil der Lotus SmartSuite for OS/2, Release 1.1
- Oktober 1994: Lotus Ami Pro 3.0b (Release 30.949.0) – auch Teil der Lotus SmartSuite 2.0 for OS/2
- März 1995: Patch 1 – (Release 30.952.0)

### HP-UX
- 9. Mai 1994: Lotus Ami Pro 3.0 (ab HP-UX 8.07, Motif 1.1)